# منتخب اللباب
منتخب اللباب هو كتاب باللغة الفارسية عن تاريخ الهند. اكتمل حوالي عام 1732، وقد كتبه خافي خان في سلطنة مغول الهند المسلمة. يُعرف الكتاب أيضًا بتاريخ خافي خان.

## المحتويات
ينقسم الكتاب إلى ثلاثة مجلدات:
1. يغطي المجلد الأول السلالات المحلية حتى لوديس
2. يغطي المجلد الثاني سلالة التيموريين وسلطنة المغول حتى السلطان أكبر، بما في ذلك فترة حكم الصوريين
3. يغطي المجلد الثالث الفترة المغولية بعد وفاة أكبر (1605)

يتناول الكتاب الأحداث حتى بداية العام الرابع عشر من حكم محمد شاه، أي عام 1732. ويغطي تاريخ سلالة المغول بالتفصيل، بما في ذلك سلفهم تيمورلنك وخلفاءه. وهو مصدر مهم للمعلومات عن عهدي شاه جهان وأورنجزيب. بالإضافة إلى المغول، يعد الكتاب مصدرًا مهمًا لتاريخ السيخ خلال فترة جورو جوبيند سينغ وباند سيخ بهاندور [الإنجليزية].

## الطبعات والترجمات
خلال الفترة من 1768 إلى 1774، قام مولوي ختر الدين بتحرير الكتاب وطباعته في كلكتا. ظهرت الترجمات الإنجليزية لمقتطفاته في كتاب إتش إم إليوت وجون دوسن [الإنجليزية] تاريخ الهند كما رواها مؤرخوها [الإنجليزية] (المجلد السابع)، وكتاب وليم إرسكين [الإنجليزية] تاريخ الهند في عهد بابار وهمايون.